# Vitteaux
Vitteaux település Franciaországban, Côte-d’Or megyében. Lakosainak száma 1056 fő (2022. január 1.). Vitteaux Dampierre-en-Montagne, Vesvres, Boussey, Beurizot, Marcilly-et-Dracy, Massingy-lès-Vitteaux, Posanges, Saffres, Saint-Thibault és Villeberny községekkel határos.

## Népesség
A település népessége az elmúlt években az alábbi módon változott:
| Lakosok száma | 1052 | 1097 | 1064 | 1100 | 1075 | 1076 | 1074 | 1064 | 1059 | 1056 |
|               | 1968 | 1982 | 1990 | 2006 | 2013 | 2015 | 2017 | 2019 | 2020 | 2022 |